# Walter Perceval Yetts
Walter Perceval Yetts (* 1878; † 1957) war ein britischer Mediziner, Kunsthistoriker und Fotosammler.

## Veröffentlichungen
- Catalogue of the Chinese & Corean bronzes, sculpture, jades, jewellery and miscellaneous objects : The George Eumorfopoulos Collection. London : Benn, 1929-1932  
  - Bd. 1 Bronzes: Ritual and other vessels, weapons, etc.
  - Bd. 2 Bronzes: Bells, drums, mirrors, etc.
- Moule, A. C. & Yetts, W. Perceval: The Rulers of China 221 B.C. - A.D. 1949 Chronological Tables Compiled By A. C. Moule. With a Section on the Earlier Dynasties by W. Perceval Yetts. London: Routledge & Kegan Paul 1957 ("Yetts provides information of the rulers of China from 2100-249BC.")

| Personendaten    | Personendaten                                         |
| ---------------- | ----------------------------------------------------- |
| NAME             | Yetts, Walter Perceval                                |
| KURZBESCHREIBUNG | britischer Mediziner, Kunsthistoriker und Fotosammler |
| GEBURTSDATUM     | 1878                                                  |
| STERBEDATUM      | 1957                                                  |